# Linaria corifolia
Linaria corifolia är en grobladsväxtart som beskrevs av René Louiche Desfontaines. Linaria corifolia ingår i släktet sporrar, och familjen grobladsväxter. Inga underarter finns listade i Catalogue of Life.